# Athripsodes bibulus
Athripsodes bibulus là một loài Trichoptera trong họ Leptoceridae. Chúng phân bố ở vùng nhiệt đới châu Phi.